# SC Gutach-Bleibach
Der SC Gutach-Bleibach ist ein Fußballverein aus Gutach im Breisgau im Landkreis Emmendingen in Baden-Württemberg. Vorgänger FC Gutach spielte in der 1. Amateurliga Südbaden.

## Geschichte

### FC Gutach
Der FC Gutach nahm bereits in den 1930ern am Spielbetrieb teil. Nach dem Zweiten Weltkrieg wurde der Verein als Sportvereinigung (SV) Gutach wiedergegründet. Im Jahr 1947 gelang ihm der Aufstieg in die Landesliga Südbaden. Im Jahr 1949 erfolgte die Rückbenennung in FC Gutach. Am Ende der Spielzeit 1949/50 stieg er in die neugegründete 2. Amateurliga ab. Als Meister gelang 1951 der unmittelbare Wiederaufstieg in die mittlerweile in 1. Amateurliga umbenannte Landesliga. Mitglied der 1. Amateurliga war der FC Gutach dann bis zum erneuten Abstieg 1955. Zwischen 1955 und 1959 sowie 1962 und 1965 gehörte er der 2. Amateurliga Südbaden Staffel 2 an, dazwischen und danach spielte der Verein in den Spielklassen des Bezirks Freiburg. Zuletzt trat er in der Spielzeit 1978/79 in der Kreisliga B Freiburg Staffel 3 an.

### SV Bleibach
Der SV Bleibach wurde 1949 gegründet und nahm ab Spielzeit 1950/51 am Spielbetrieb im Bezirk Freiburg teil. Der Verein spielte immer in den Spielklassen auf Bezirksebene, zuletzt ebenso in der Kreisliga B Freiburg Staffel 3 in der Spielzeit 1978/79.

### SC Gutach-Bleibach
1979 fusionierten FC Gutach und SV Bleibach zum SC Gutach-Bleibach. Dem Verein gelang 1990 erstmals der Aufstieg in eine überbezirkliche Spielklasse. Der Landesliga Südbaden Staffel 2 gehörte er zwischen 1990 und 1995 an, ehe er dank dreier Abstiege in Folge 1996/97 in der Kreisliga B Freiburg landete. Nach dem direkten Wiederaufstieg 1997/98 verblieb man bis zur Meisterschaft 2003/04 in der Kreisliga A und spielte bis 2010 nochmal in der Bezirksliga Freiburg. 2015 folgte nach Zusammenlegung von drei auf zwei Kreisliga A Staffeln und nicht erfolgreicher Abstiegsrunde wieder der Gang zur Kreisliga B, in der man derzeit verweilt.

## Statistik
Die Bilanz des SV bzw. FC Gutach in der höchsten südbadischen Spielklasse:
| Spielzeit | Spielklasse             | Platz | Spiele | Siege | Unentschieden | Niederlagen | Tore  | Punkte |
| --------- | ----------------------- | ----- | ------ | ----- | ------------- | ----------- | ----- | ------ |
| 1947/48   | Landesliga Südbaden     | 8.    | 22     | 9     | 5             | 8           | 53:60 | 23:21  |
| 1948/49   | Landesliga Südbaden     | 10.   | 22     | 6     | 5             | 11          | 31:46 | 17:27  |
| 1949/50   | Landesliga Südbaden     | 13.   | 26     | 8     | 3             | 15          | 39:60 | 19:33  |
|           |                         |       |        |       |               |             |       |        |
| 1951/52   | 1. Amateurliga Südbaden | 9.    | 34     | 14    | 7             | 13          | 71:68 | 35:33  |
| 1952/53   | 1. Amateurliga Südbaden | 11.   | 30     | 11    | 3             | 16          | 49:64 | 25:35  |
| 1953/54   | 1. Amateurliga Südbaden | 14.   | 30     | 5     | 10            | 15          | 36:63 | 20:40  |
| 1954/55   | 1. Amateurliga Südbaden | 16.   | 30     | 2     | 8             | 20          | 33:96 | 12:48  |